# Fotoluminiscencia superlineal
La fotoluminiscencia es un fenómeno óptico mediante el cual un material emite luz al ser previamente irradiado con radiación electromagnética, por lo general de longitudes de onda en el ultravioleta, visible e infrarrojo. La luz emitida usualmente tiene una longitud de onda mayor que la luz de excitación. Generalmente, la intensidad de la luz emitida por fotoluminiscencia es directamente proporcional a la intensidad de la luz de excitación. Sin embargo, en la fotoluminiscencia superlineal la intensidad de la luz emitida incrementa en forma cuadrática o cúbica con la intensidad de la radiación de excitación.

## Sistemas con fotoluminiscencia superlineal
Algunos materiales que presentan fotoluminiscencia superlineal son los sistemas nanoestructurados, como puntos cuánticos semiconductores aislados y puntos cuánticos acoplados con plasmones de nanopartículas metálicas. Este fenómeno se conoce como acoplamiento plasmónico entre nanopartículas metálicas y emisoras. También se ha observado este fenómeno en puntos cuánticos metálicos de Au, Ag y Pt.

## Origen de la fotoluminiscencia superlineal
La excitación de fotoluminiscencia en los materiales se da a través de procesos de absorción y emisión de energía de los electrones a través de niveles de energía cuánticos. Los materiales en bulto presentan una estructura de niveles de energía que se denomina estructura de bandas de energía. A través de estas bandas de energía los electrones pueden moverse. Algunas de estas bandas de energía están separadas por una brecha de energía prohibida (en inglés band gap), y estos valores de energía no pueden ser alcanzados por los electrones. Sin embargo, si el material es irradiado con energía electromagnética, o fotones, de cierta frecuencia los electrones pueden absorber esta energía y moverse a través de las bandas prohibidas. Finalmente, los electrones se des-excitan hasta regresar a su banda de energía inicial o base. El exceso de energía es emitido en forma de fotones o fonones, vibraciones de la red cristalina del material.
Los puntos cuánticos también tienen niveles de energía que pueden ser ocupados por los electrones que los componen. Los electrones pueden saltar de un nivel de baja energía a uno de alta energía absorbiendo un fotón. Posteriormente, el electrón se des-excita y emite un fotón que puede ser de una energía menor al fotón incidente. El tiempo que tarda en promedio un electrón en un estado de mayor energía, o estado excitado, se le conoce como tiempo de vida del estado excitado. La fotoluminiscencia superlineal puede ocurrir cuando dos o más electrones son excitados simultáneamente a un estado excitado y se des-excitan emitiendo un fotón cada uno de ellos.

## Aplicaciones
La fotoluminiscencia superlineal tiene aplicaciones en el desarrollo de láseres, celdas fotovoltaicas y solares, dispositivos ópticos no-lineales, entre otras.